# Brassempouy
Brassempouy là một xã trong tỉnh Landes ở Aquitaine tây nam nước Pháp

## Biến động dân số
| Năm | 1962 | 1968 | 1975 | 1982 | 1990 | 1999 | 2006 |
| --- | ---- | ---- | ---- | ---- | ---- | ---- | ---- |
| Dân số | 307  | 332  | 309  | 291  | 279  | 267  | 289  |
| From the year 1962 on: No double counting—residents of multiple communes (e.g. students and military personnel) are counted only once. |      |      |      |      |      |      |      |

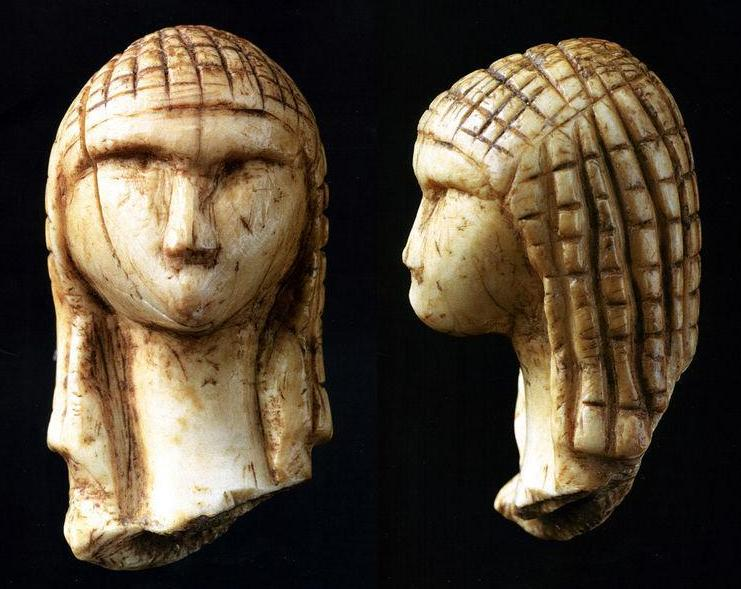
Vệ nữ Brassempouy
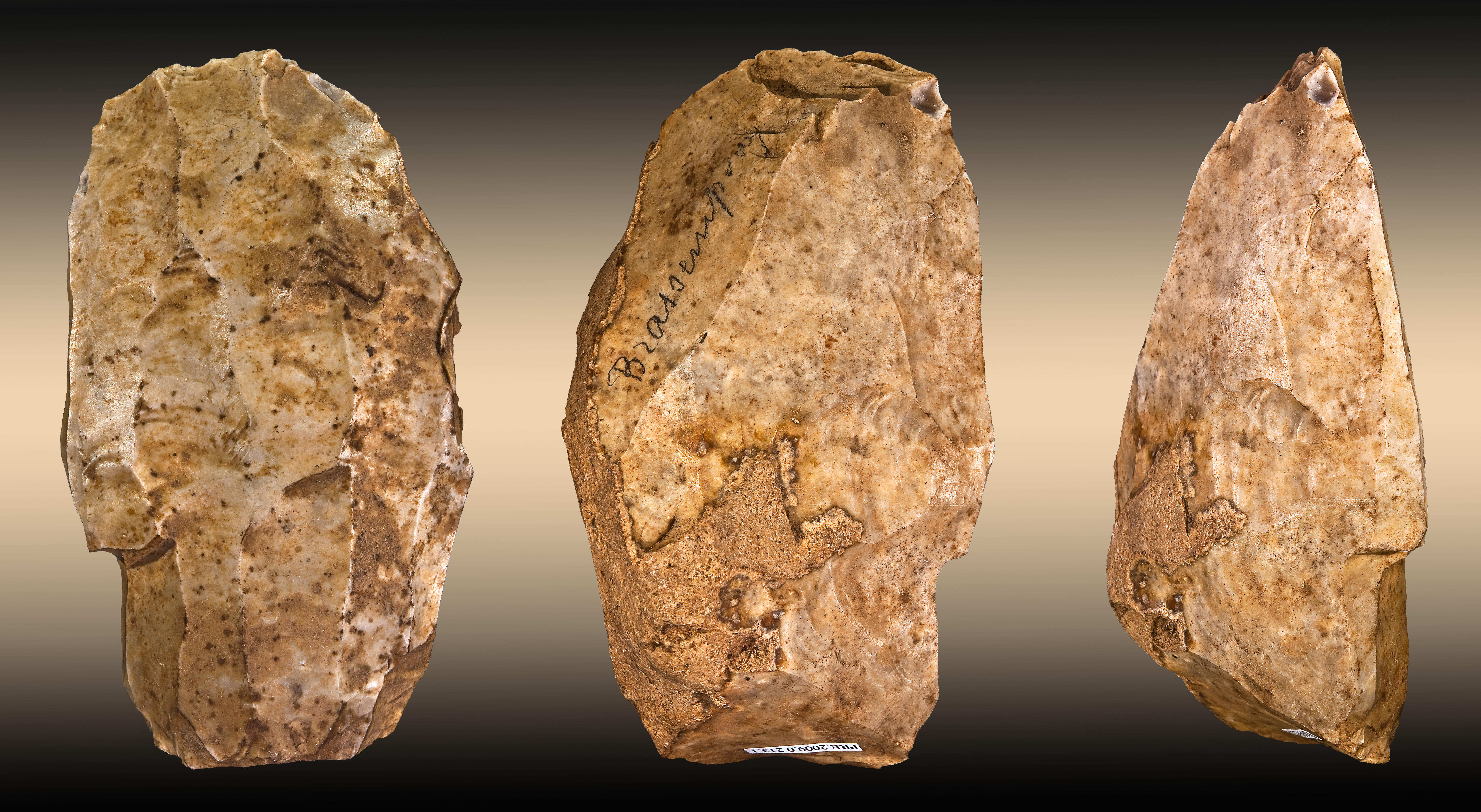
Nucléus – Paléolithique supérieur – Brassempouy -Muséum de Toulouse
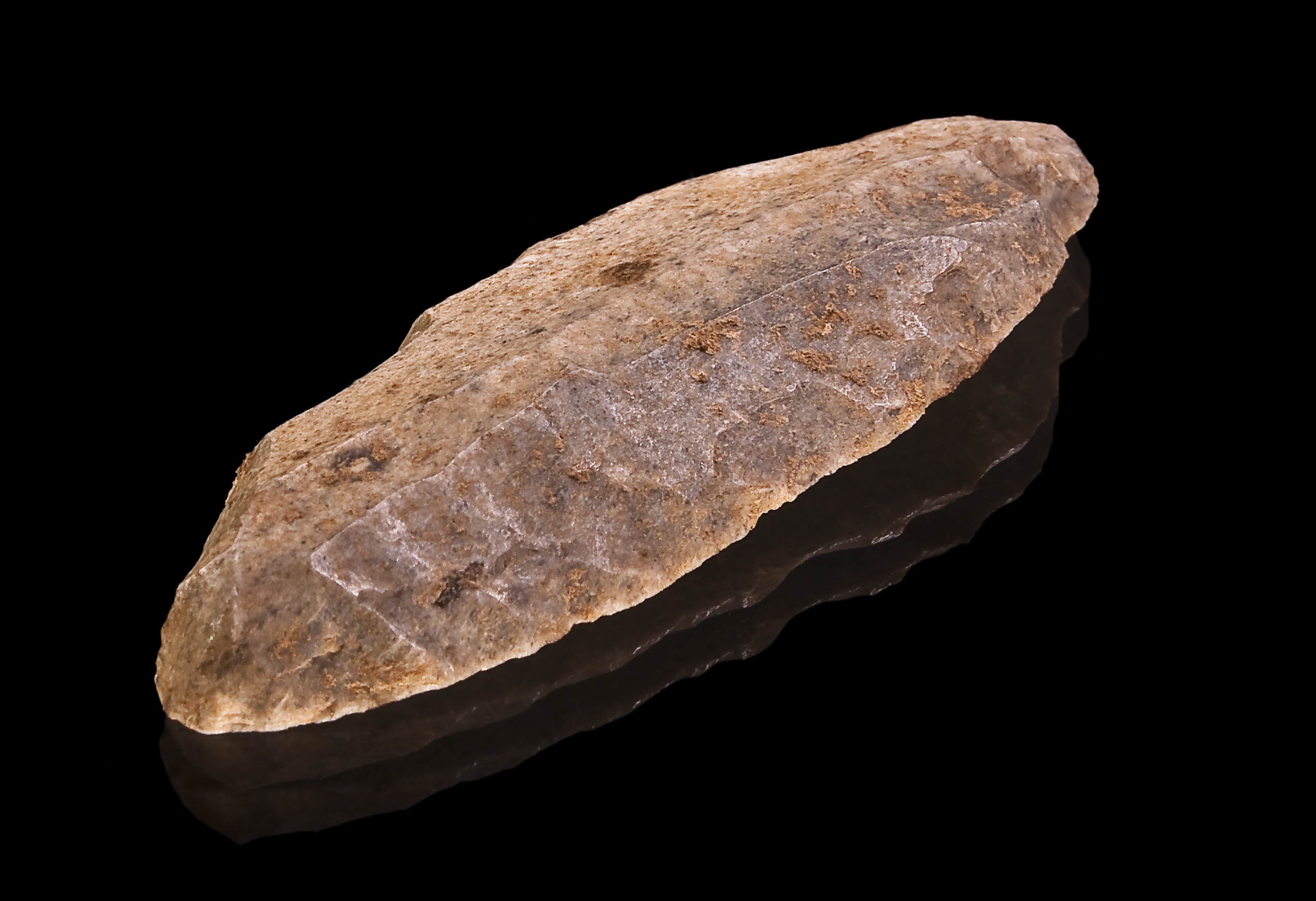
Lame – Paléolithique supérieur - Brassempouy, - Muséum de Toulouse
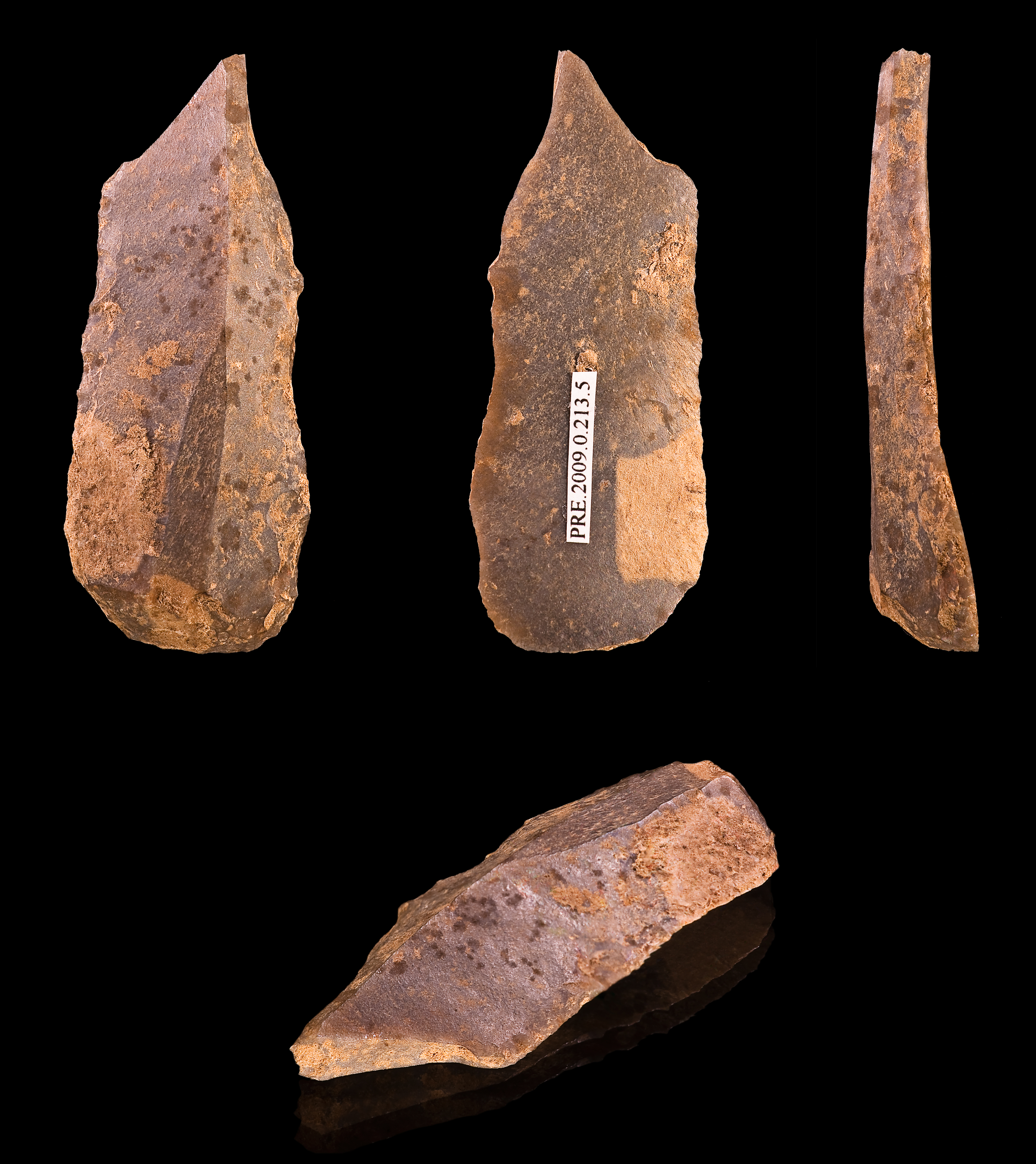
Burin -Paléolithique supérieur - Brassempouy - Muséum de Toulouse